# NGC 2250
NGC 2250 (również OCL 547) – gromada otwarta znajdująca się w gwiazdozbiorze Jednorożca. Odkrył ją John Herschel 20 lutego 1830 roku. Jest położona w odległości ok. 5,9 tys. lat świetlnych od Słońca.